# Tennis (datorspel)
Tennis är ett datorspel släppt till Nintendo Entertainment System 1984, tillverkat och utgivet av Nintendo. Spelet har, som namnet antyder, tennistema. De riktiga tennisreglerna används. I enspelarläget möter man möta fem motspelare av stigande svårighetsgrad, och i tvåspelarläget är det dubbelmatcher som gäller. Man kan bara spela dubbelmatcher mot kompisen.
1985 släpptes spelet till NEC PC-8801, som bara fanns i Japan, av Hudson Soft. 1989 släpptes det till Game Boy, och 2002 till e-Reader och Nintendo GameCube-spelet Animal Crossing. Det fanns också i Warioware: Twisted! som ett av karaktären 9-Volts spel. Det finns också till Wiis Virtual Console.
Mario medverkar som domare.